# Tributo a Martin Luther King
"Tributo a Martin Luther King" é uma canção composta por Ronaldo Bôscoli e Wilson Simonal e gravada por este último em 28 de fevereiro de 1967, tendo sido lançada em compacto em junho do mesmo ano pela gravadora Odeon, com grande sucesso popular, de crítica e radiofônico.

## História
Aproveitando um intervalo do show Mugnífico Simonal, no início de 1967, Simonal mostrou a César Camargo Mariano um tema que tinha composto junto com Ronaldo Bôscoli, algumas horas antes. César ficou "arrepiado" com a seriedade da canção e rapidamente criou um arranjo pesado, compatível com a dor descrita na letra. Simonal, entretanto, pediu para que César fizesse o contrário, com algo mais leve e suingado que pudesse servir de contraponto à seriedade da letra. O resultado foi um arranjo bem ritmado e pontuado por frases de metais e coros. A primeira apresentação da canção foi durante a temporada do show, antes mesmo de ser registrada em estúdio. Após a gravação da canção, entretanto, ela ficaria retida por 4 meses na censura.
No mês de março, quando convidado para se apresentar na festa de entrega do Troféu Roquete Pinto, para os melhores do ano, Simonal resolveu cantar Tributo, que nem havia sido liberada pela censura ainda, para surpresa geral. Simonal, em pleno horário nobre e em cadeia nacional, fez ainda um discurso que aumentaria a carga emotiva da canção:

Essa música, eu peço permissão a vocês, porque eu dediquei ao meu filho, esperando que no futuro ele não encontre nunca aqueles problemas que eu encontrei, e tenho às vezes encontrado, apesar de me chamar Wilson Simonal de Castro

-Wilson Simonal
A canção seria liberada e lançada em junho de 1967. Simonal regravaria a canção ao vivo, no disco Show em Simonal; em arranjo disco, no álbum A Vida É Só pra Cantar; e, novamente, no álbum Brasil. A canção também seria utilizada com muito sucesso no musical Horário Nobre, que estreou em 12 de julho de 1968, no teatro Toneleros, dirigido por João das Neves, sendo o espetáculo de Simonal mais elogiado pela crítica.
Foi regravada por vários artistas, entre eles seu filho, Wilson Simoninha.

## Desempenho nas tabelas musicais
| País - Parada musical (1967) | Melhor posição |
| ---------------------------- | -------------- |
| Brasil - Parada do IBOPE     | 1              |